# Banepa atkinsoni
Banepa atkinsoni är en fjärilsart som beskrevs av Moore 1887. Banepa atkinsoni ingår i släktet Banepa och familjen Crambidae. Inga underarter finns listade i Catalogue of Life.